# 俄罗斯苏维埃联邦社会主义共和国人民委员会
俄罗斯苏维埃联邦社会主义共和国人民委员会（Совет народных комиссаров РСФСР）是1917年—1922年苏维埃俄国和1922年—1946年俄罗斯苏维埃联邦社会主义共和国的最高行政机构。

## 历史
十月革命前夕，布尔什维克中央委员会曾指示加米涅夫与盟友左翼社会革命党接触，就新政府的组成进行谈判。
1917年11月7日晚间，彼得格勒军事革命委员会发动起义夺取政权，与此同时全俄工人与士兵苏维埃第二次代表大会召开。
11月8日凌晨，为表示对布尔什维克武装夺权的不满，社民工党（孟什维克）及其国际派，与社会革命党右翼一起退出了大会，左翼社会革命党希望作为布尔什维克与温和社会主义政党的调解人，也拒绝了组建联合政府的想法。布尔什维克不得不组成一党制政府。
苏俄人民委员会根据此次大会通过的《关于成立工农政府的决定》而成立。
全俄工兵农代表苏维埃代表大会决定：
　　成立工农临时政府，在立宪会议召开以前管理国家，临时政府定名为人民委员会。设立各种委员会，主持国家生活各部门的事务，其成员应与工人、水兵、士兵、农民和职员等群众组织紧密团结，保证实行代表大会所宣布的纲领。行政权属于由这些委员会主席组成的会议，即人民委员会。
　　监督和撤换各人民委员的权利，属于全俄工农兵代表苏维埃代表大会及其中央执行委员会。——关于成立工农政府的决定（10月26日〔11月8日〕）
1918年1月召开的全俄苏维埃第三次代表大会把苏维埃政府的名称由“工农临时政府”改为“俄罗斯苏维埃共和国工农政府”。
7月10日召开的全俄苏维埃第五次代表大会通过了《1918年苏俄宪法》，明确：
第三十二条　全俄苏维埃中央执行委员会总的指导工农政府及全国一切苏维埃政权机关的活动。统一协调立法工作和管理工作，并负责监督苏维埃宪法、全俄苏维埃代表大会及苏维埃政权中央机关各项决定的实施情况。

第三十三条　全俄苏维埃中央执行委员会审查和批准人民委员会或各主管部门所提交的法令草案及其它建议，并颁布自己的法令及命令。——1918年苏俄宪法 第七章
1922年12月30日，苏联成立，俄罗斯社会主义联邦苏维埃共和国成为苏联的一个加盟共和国，俄罗斯社会主义联邦苏维埃共和国人民委员会归苏联人民委员会领导。
1946年3月15日，苏联人民委员会改称为苏联部长会议，各加盟共和国人民委员会随之改为部长会议。

## 历届人民委员会列表

### “清一色布尔什维克”政府（1917年11月8日—12月9日）
| 人民委员会（1917年11月8日—12月9日） | 人民委员会（1917年11月8日—12月9日） | 人民委员会（1917年11月8日—12月9日）             | 人民委员会（1917年11月8日—12月9日）                                               |
| 执政党                              | 俄国社会民主工党（布尔什维克）      | 俄国社会民主工党（布尔什维克）                  | 俄国社会民主工党（布尔什维克）                                                    |
| №                                   | 主席                                | 人民委员部                                      | 人民委员                                                                          |
| ----------------------------------- | ----------------------------------- | ----------------------------------------------- | --------------------------------------------------------------------------------- |
| （临时）                            | 弗·伊·列宁                          | 内务人民委员部                                  | 阿·伊·李可夫（11月8日—11月17日） 格·伊·彼得罗夫斯基（11月17日起）                 |
| （临时）                            | 弗·伊·列宁                          | 农业人民委员部                                  | 弗·巴·米柳亭（11月8日—11月17日） 亚·格·施利希特（11月17日起）                     |
| （临时）                            | 弗·伊·列宁                          | 劳动人民委员部                                  | 亚·加·施略普尼柯夫                                                                |
| （临时）                            | 弗·伊·列宁                          | 陆海军人民委员会                                | 弗·亚·奥弗申柯（安东诺夫）尼·瓦·克雷连柯 帕·叶·德宾科                             |
| （临时）                            | 弗·伊·列宁                          | 工商业人民委员部 （或译为贸易和工业人民委员部） | 维·帕·诺金（11月8日—11月17日） 亚·加·什利亚普尼科夫（11月17日起）                 |
| （临时）                            | 弗·伊·列宁                          | 教育人民委员部                                  | 阿·瓦·卢那察尔斯基                                                                |
| （临时）                            | 弗·伊·列宁                          | 财政人民委员部                                  | 伊·伊·斯克沃尔佐夫（斯捷潘诺夫）（11月8日—11月12日） 维·鲁·缅任斯基（11月12日起） |
| （临时）                            | 弗·伊·列宁                          | 外交人民委员部                                  | 列·达·勃朗施坦（托洛茨基）                                                        |
| （临时）                            | 弗·伊·列宁                          | 司法人民委员部                                  | 格·伊·奥波科夫（洛莫夫）（11月8日—11月16日） 彼·伊·斯图奇卡（11月16日起）         |
| （临时）                            | 弗·伊·列宁                          | 粮食人民委员部                                  | 伊·阿·特奥多罗维奇                                                                |
| （临时）                            | 弗·伊·列宁                          | 邮电人民委员部                                  | 尼·帕·阿维洛夫（格列博夫）                                                        |
| （临时）                            | 弗·伊·列宁                          | 民族事务人民委员部                              | 约·维·朱加施维里（斯大林）                                                        |
| （临时）                            | 弗·伊·列宁                          | 国家慈善人民委员部 （11月12日设立）             | 亚·米·柯伦泰                                                                      |
| （临时）                            | 弗·伊·列宁                          | 铁道人民委员部                                  | 马·季·伊利扎罗夫（11月21日起）                                                    |

注：由于孟什维克和社会革命党退出苏维埃二大，全俄铁路工会执委会质疑工农临时政府的合法性，故铁道人民委员暂缺至11月21日。

#### 草拟的清一色社会主义者联合政府
全俄铁路工会执委会不承认十月革命，并威胁阻断运输和举行总罢工，要求组建清一色社会主义者联合政府，布尔什维克于11月9日至12月与孟什维克和社会革命党就联合政府事宜进行谈判，但最终未能成功。
| 人民委员会（草拟） | 人民委员会（草拟）                   | 人民委员会（草拟）                   | 人民委员会（草拟）                   |
| 执政党             | 社会革命党                           | 社会革命党                           | 社会革命党                           |
| 执政党             | 俄国社会民主工党（联合）（孟什维克） | 俄国社会民主工党（联合）（孟什维克） | 俄国社会民主工党（联合）（孟什维克） |
| 执政党             | 俄国社会民主工党（布尔什维克）       | 俄国社会民主工党（布尔什维克）       | 俄国社会民主工党（布尔什维克）       |
| 执政党             | 左翼社会革命党                       | 左翼社会革命党                       | 左翼社会革命党                       |
| №                  | 主席                                 | 人民委员部                           | 人民委员                             |
| ------------------ | ------------------------------------ | ------------------------------------ | ------------------------------------ |
| （草拟）           | 维·米·切尔诺夫                       |                                      |                                      |

### 社民工党（布）—左翼社革联合政府（1917年12月9日—1918年3月18日）
在全俄铁路工会施压后，布尔什维克与左翼社革组建了联合政府。此届联合政府因双方就《布列斯特和约》的不同意见而破裂。
在1918年1月末召开的苏维埃三大上决议删去“临时工农政府”的“临时”字眼，使此届政府成为苏俄的第一届正式政府。
| 人民委员会（1917年12月9日—1918年3月18日） | 人民委员会（1917年12月9日—1918年3月18日） | 人民委员会（1917年12月9日—1918年3月18日） | 人民委员会（1917年12月9日—1918年3月18日）                                                           |
| 执政党                                    | 俄国社会民主工党（布尔什维克）            | 俄国社会民主工党（布尔什维克）            | 俄国社会民主工党（布尔什维克）                                                                      |
| 执政党                                    | 左翼社会革命党                            | 左翼社会革命党                            | 左翼社会革命党                                                                                      |
| №                                         | 主席                                      | 人民委员部                                | 人民委员                                                                                            |
| ----------------------------------------- | ----------------------------------------- | ----------------------------------------- | --------------------------------------------------------------------------------------------------- |
| 1                                         | 弗·伊·列宁                                | 内务人民委员部                            | 格·伊·彼得罗夫斯基                                                                                  |
| 1                                         | 弗·伊·列宁                                | 农业人民委员部                            | 安·卢·科列加耶夫                                                                                    |
| 1                                         | 弗·伊·列宁                                | 劳动人民委员部                            | 亚·加·施略普尼柯夫                                                                                  |
| 1                                         | 弗·伊·列宁                                | 陆军人民委员部                            | 尼·伊·波德沃伊斯基（至3月14日） 列·达·勃朗施坦（托洛茨基）（3月14日起）                             |
| 1                                         | 弗·伊·列宁                                | 海军人民委员部                            | 帕·叶·德宾科                                                                                        |
| 1                                         | 弗·伊·列宁                                | 工商业人民委员部                          | 亚·加·什利亚普尼科夫（至2月7日） 弗·米·斯米尔诺夫（2月7日起）                                       |
| 1                                         | 弗·伊·列宁                                | 教育人民委员部                            | 阿·瓦·卢那察尔斯基                                                                                  |
| 1                                         | 弗·伊·列宁                                | 财政人民委员部                            | 维·鲁·缅任斯基                                                                                      |
| 1                                         | 弗·伊·列宁                                | 国有财产人民委员部                        | 弗·亚·卡列林                                                                                        |
| 1                                         | 弗·伊·列宁                                | 外交人民委员部                            | 列·达·勃朗施坦（托洛茨基）                                                                          |
| 1                                         | 弗·伊·列宁                                | 司法人民委员部                            | 艾萨克·斯坦伯格                                                                                     |
| 1                                         | 弗·伊·列宁                                | 粮食人民委员部                            | 伊·阿·特奥多罗维奇（至12月31日） 亚·格·施利希特（12月31日—1918年2月25日） 亚·德·瞿鲁巴（2月25日起） |
| 1                                         | 弗·伊·列宁                                | 邮电人民委员部                            | 普·佩·普罗希扬                                                                                      |
| 1                                         | 弗·伊·列宁                                | 民族事务人民委员部                        | 约·维·朱加施维里（斯大林）                                                                          |
| 1                                         | 弗·伊·列宁                                | 地方自治人民委员部                        | 弗·叶·特鲁托夫斯基                                                                                  |
| 1                                         | 弗·伊·列宁                                | 国家慈善人民委员部                        | 亚·米·柯伦泰                                                                                        |
| 1                                         | 弗·伊·列宁                                | 交通人民委员部                            | 马·季·伊利扎罗夫（至2月24日） 阿·加·罗戈夫（2月24日起）                                             |
| 1                                         | 弗·伊·列宁                                | 弗·亚·布尔达科夫（阿尔加索夫）            | |

注：阿尔加索夫无实际人民委员职务而有投票权。

### 列宁政府（1918年3月18日—1924年1月21日）
| 人民委员会（1918年3月18日—1924年1月21日） | 人民委员会（1918年3月18日—1924年1月21日） | 人民委员会（1918年3月18日—1924年1月21日） | 人民委员会（1918年3月18日—1924年1月21日） |
| 执政党                                    | 俄国共产党（布尔什维克）                  | 俄国共产党（布尔什维克）                  | 俄国共产党（布尔什维克）                  |
| ----------------------------------------- | ----------------------------------------- | ----------------------------------------- | ----------------------------------------- |

## 人民委员会组成部门的变更
- 陆海军人民委员会随后被改称军事人民委员部，1918年初军事人民委员部被分解为陆军人民委员部和海军人民委员部。
- 1917年底成立了国家救济人民委员部，1918年初，国家救济人民委员部被社会保障人民委员部取代。
- 1917年底交通人民委员部成立。
- 1920年，工农监察人民委员部成立。

| 人民委员部随后成立的部门                           |                    |                  |
| 俄语名称                                           | 汉语名称           | 领导人           |
| Народный комиссариат по морским делам              | 海军人民委员部     | 帕·叶·德宾科     |
| ？                                                 | 国家救济人民委员部 | ？               |
| Народный комиссариат социального обеспечения       | 社会保障人民委员部 | ？               |
| Народный комиссариат путей сообщения               | 交通人民委员部     | 马·特·伊利扎洛夫 |
| Народный комиссариат рабоче-крестьянской инспекции | 工农监察人民委员部 | ？               |